# Randall Park

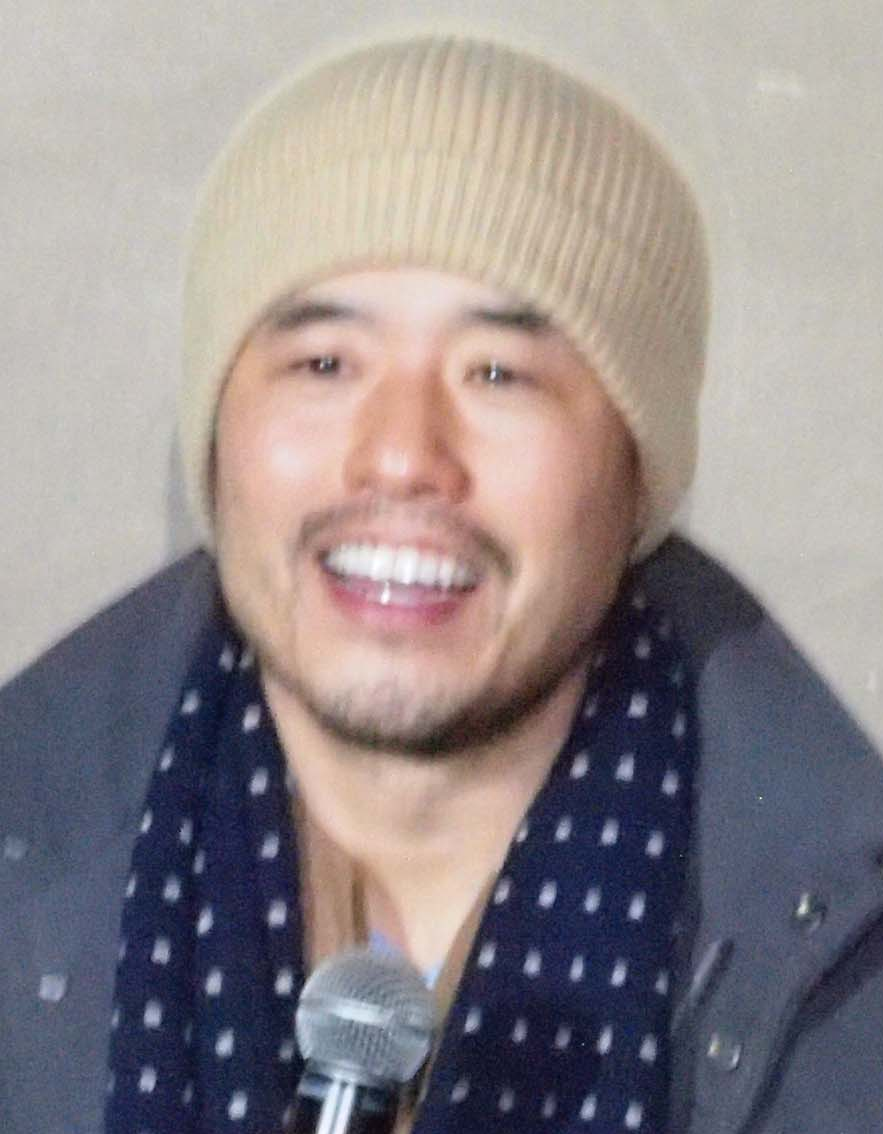
Randall Park in 2015

Randall Park (Los Angeles, 23 maart 1974) is een Amerikaans acteur, stemacteur, filmregisseur, filmproducent, scenarioschrijver en komiek.

## Biografie
Park werd geboren en groeide op in Los Angeles bij Koreaanse ouders.  Daar studeerde hij af in Engels met als specialisatie creatief schrijven aan de Universiteit van Californië in Los Angeles, waar hij ook zijn master in Aziatisch-Amerikaanse Studies behaalde. Tijdens zijn jaren op de universiteit was hij medeoprichter van de theatergezelschap LCC Asian American Theater Group.
Park begon in 2003 met acteren in de televisieserie Fastlane, waarna hij nog meer dan 130 rollen speelde in televisieseries en films.

## Filmografie

### Films
Selectie:
- 2023: Totally Killer – als Sheriff Dennis Lim
- 2023: Ant-Man and the Wasp: Quantumania – als Jimmy Woo
- 2023: Aquaman and the Lost Kingdom – als dr. Stephen Shin
- 2021: PAW Patrol: The Movie – als Butch (stem)
- 2019: Long Shot – als Boss
- 2018: Aquaman – als dr. Stephen Shin
- 2018: Ant-Man and the Wasp – als Jimmy Woo
- 2017: The Disaster Artist – als acteur
- 2017: Snatched – als Michael
- 2016: Office Christmas Party – als Fred
- 2015: The Night Before – als baas
- 2015: Trainwreck – als Bryson
- 2014: The Interview – als Kim Jong-un
- 2014: Neighbors – als Rep
- 2012: The Five-Year Engagement – als Ming
- 2011: Larry Crowne – als trainer Wong
- 2010: Dinner for Schmucks – als Henderson
- 2008: Winged Creatures – als inwoner

### Televisieseries
Uitgezonderd eenmalige gastrollen.
- 2023: Blue Eye Samurai - als Heiji Shindo (stem) - 8 afl.
- 2022-2023: Human Resources - als Peter 'Pete' Doheny (stem) - 20 afl.
- 2021-2023: Young Rock - als Randall Park - 29 afl.
- 2022: Blockbuster - als Timmy - 10 afl.
- 2022: Ghostwriter - als angstige leeuw - 3 afl.
- 2022: Love and Noraebang - als ?? - 10 afl.
- 2021: Doogie Kamealoha, M.D. - als dr. Choi - 2 afl.
- 2021: WandaVision - als Jimmy Woo - 6 afl.
- 2015-2020: Fresh Off the Boat - als Louis Huang - 116 afl.
- 2020: Medical Police - als Clavis Kim - 4 afl.
- 2012-2017: Veep – als Danny Chung – 13 afl.
- 2017: Love - als Tommy - 2 afl.
- 2015: Wet Hot American Summer: First Day of Camp - als Jeff - 4 afl.
- 2014: Newsreaders - als Clavis Kim - 3 afl.
- 2013-2014: The Mindy Project – als Colin – 3 afl.
- 2011-2013: Supah Ninjas – als Martin Fukanaga – 27 afl.
- 2010-2011: Svetlana – als dr. Park – 3 afl.
- 2009-2010: Ikea Heights– als James Melville – 7 afl.
- 2008: Water and Power – als Water – 3 afl.
- 2006-2007: The Bold and the Beautiful – als SEH dokter – 2 afl.

### Filmregisseur
- 2023: Shortcomings - film
- 2021: Doogie Kamealoha, M.D. - televisieserie - 1 afl.
- 2020: Fresh Off the Boat - televisieserie - 1 afl.
- 2011: Our Footloose Remake – film
- 2010: Dumb Professor – miniserie
- 2009: The Food – miniserie
- 2006: Dr. Miracles – korte film

### Filmproducent
- 2023: Shortcomings - film
- 2022: Josep - televisieserie
- 2022: True Story with Ed & Randall - televisieserie - 5 afl.
- 2019: Always Be My Maybe - film
- 2006: Dr. Miracles - korte film

### Scenarioschrijver
- 2022: Josep - televisieserie
- 2019: Always Be My Maybe - film
- 2016: This Is Not Happening - televisieserie - 1 afl.
- 2013: Baby Mentalist – miniserie
- 2012: YOMYOMF Short List – televisieserie
- 2012: At Your Convenience - film
- 2011: Our Footloose Remake – film
- 2010: Dumb Professor – miniserie
- 2009: The Food – miniserie
- 2009: Blueberry – korte film
- 2006: Dr. Miracles – korte film
- 2005: American Fusion – film

- International Standard Name Identifier: 0000 0004 5410 4518
- Library of Congress Control Number: no2015027700
- MusicBrainz: e2aa232e-5dee-41a7-8800-b21a460caadc
- Nederlandse Thesaurus van Auteursnamen: 395530784
- Virtual International Authority File: 123144648431378896938
- WorldCat: E39PBJtrPmR4JbVKJB6GVhBByd